# Gearum brasiliense
Gearum brasiliense – gatunek ryzomowego geofitu, endemicznego dla środkowej Brazylii, występujący na obszarze Tocantins, Goiás i Mato Grosso. Gatunek należy do monotypowego rodzaju Gearum, z plemienia Spathicarpeae, z rodziny obrazkowatych. Nazwa naukowa rodzaju pochodzi od greckich słów γη (geo – ziemia) i άρον (aron → arum – roślina z rodzaju obrazków); nazwa gatunkowa brasiliense odnosi się do zasięgu geograficznego występowania gatunku.

## Charakterystyka
Gearum brasiliense jest rośliną zielną, zasiedlającą okresowo zalewane, tropikalne sawanny ekoregionu Cerrado w Brazylii. Z podziemnej, kłączastej bulwy pędowej wyrasta od 1 do 2 liści na 15-centymetrowych ogonkach, tworzących pochwę na połowie swojej długości. Blaszki liściowe wachlarzowatopalczaste, skórzaste, o siatkowatym użyłkowaniu i wymiarach 10–12,5×12–18 cm. Przed liśćmi roślina tworzy pojedynczy kwiatostan, typu kolbiastego pseudancjum, na szypułce o długości od 2,5 do 6 cm. Szarobrązowa pochwa kwiatostanu, o długości około 17 cm i szerokości (w górnej części) około 4 cm, dzieli się na część dolną, zwiniętą i górną, otwartą; obie części oddzielone są zwężeniem. Kwiaty żeńskie, położone w dolnej części kolby, oddzielone są od położonych wyżej, 4-5-pręcikowych kwiatów męskich (pręciki tworzą synandrium), płytkimi, ściętymi prątniczkami. Zalążnie spłaszczono-kuliste, 3-4-komorowe. W każdej komorze znajduje się pojedynczy, ortotropowy zalążek. Łożysko położone szczytowo-bazalnie. Znamię słupka niemal siedzące, słabo 3-4-dzielne. Owocostan składa się ze spłaszczono-kulistych jagód. Nasiona szeroko eliptyczne o cienkiej łupinie, z dużym zarodkiem, bez bielna. Liczba chromosomów 2n = 34 i ok. 68. Gatunek jest podobny do roślin z rodzaju Gorgonidium, od których różni się brakiem nitkowatych prątniczek otaczających zalążnie.

## Systematyka
Pozycja według Angiosperm Phylogeny Website (aktualizowany system APG IV z 2016)Należy do plemienia Spathicarpeae, podrodziny Aroideae, rodziny obrazkowatych, rzędu żabieńcowców w kladzie jednoliściennych.
Pozycja rodzaju w systemie Reveala z roku 2007 (2010)Rodzaj nie został ujęty.
Pozycja rodzaju według Crescent Bloom (system Reveala z lat 1993–1999)Gromada okrytonasienne (Magnoliophyta Cronquist), podgromada Magnoliophytina (Frohne & U. Jensen ex Reveal), klasa jednoliścienne (Liliopsida Brongn.), podklasa obrazkowe (Aridae Takht.), nadrząd obrazkopodobne (Aranae Thorne ex Reveal), rząd obrazkowce (Arales Dumort.), rodzina obrazkowate (Araceae Juss.).